# Датт, Гита
Гита Датт (бенг. গীতা দত্ত, англ. Geeta Dutt; при рождении Гита Гхош Рой Чаудхури, англ. Geetā Ghosh Roy Chowdhuri; 23 ноября 1930, Фаридпур — 20 июля 1972, Бомбей) — индийская певица. Наиболее известна благодаря закадровому исполнению песен в индустрии кино на хинди.

## Биография
Родилась в Фаридпуре, Британская Индия, и была одной из десяти детей в богатой семье заминдара в деревне с названием Идилпур (ныне в Бангладеш). Её семья переехала в Калькутту и Ассам в начале сороковых, оставив землю и имущество. В 1942 году её родители переехали в квартиру в Бомбее. Гите было двенадцать, и она продолжила обучение в Высшей Бенгальской Школе.
Гита вышла замуж за режиссёра Гуру Датта 26 мая 1953 года. У пары было двое сыновей: Тарун (род. 1954) и Арун (род. 1956), и дочь Нина (род. 1963).

## Карьера
Отличительной особенностью Гиты Датт, которая позволила ей обойти многих современников, была её уникальная способность спеть любую песню с подлинным тоном, чувством, страстью и эмоцией как требовала того композиция и сцена, которую она сопровождала. От бхаджан до клубной песни, от навязчивой меланхоличной мелодии до весёлого романтического номера, она могла пройти музыкальный ряд, казалось бы, без особых усилий. Эта уникальная многосторонность помогла Гите занять свою нишу и оставаться в ней, даже когда Лата Мангешкар с лёгкостью прорвалась в мир индийского закадрового исполнения, после ошеломительного успеха песни «Aayega Aanewala» в фильме Mahal (1949).